# Blokada Berlina
Blokada Berlina (Zachodniego) – jeden z pierwszych poważnych kryzysów zimnej wojny, mający miejsce w latach 1948–1949 w Berlinie Zachodnim.

## Historia

Sektory Berlina

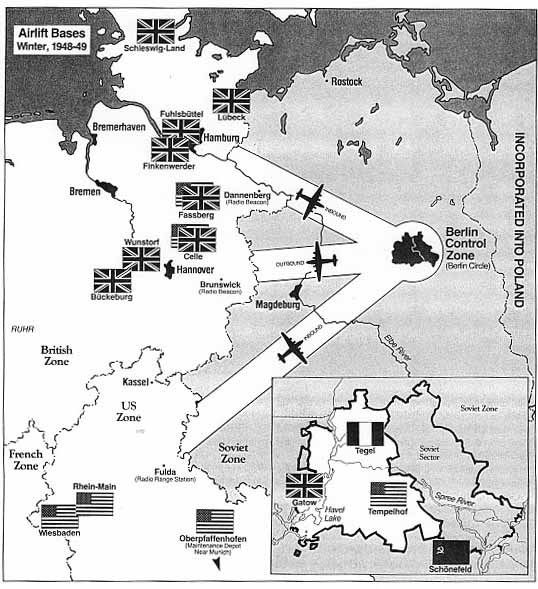
Trzy korytarze powietrzne z Zachodnich Niemiec do Berlina Zachodniego

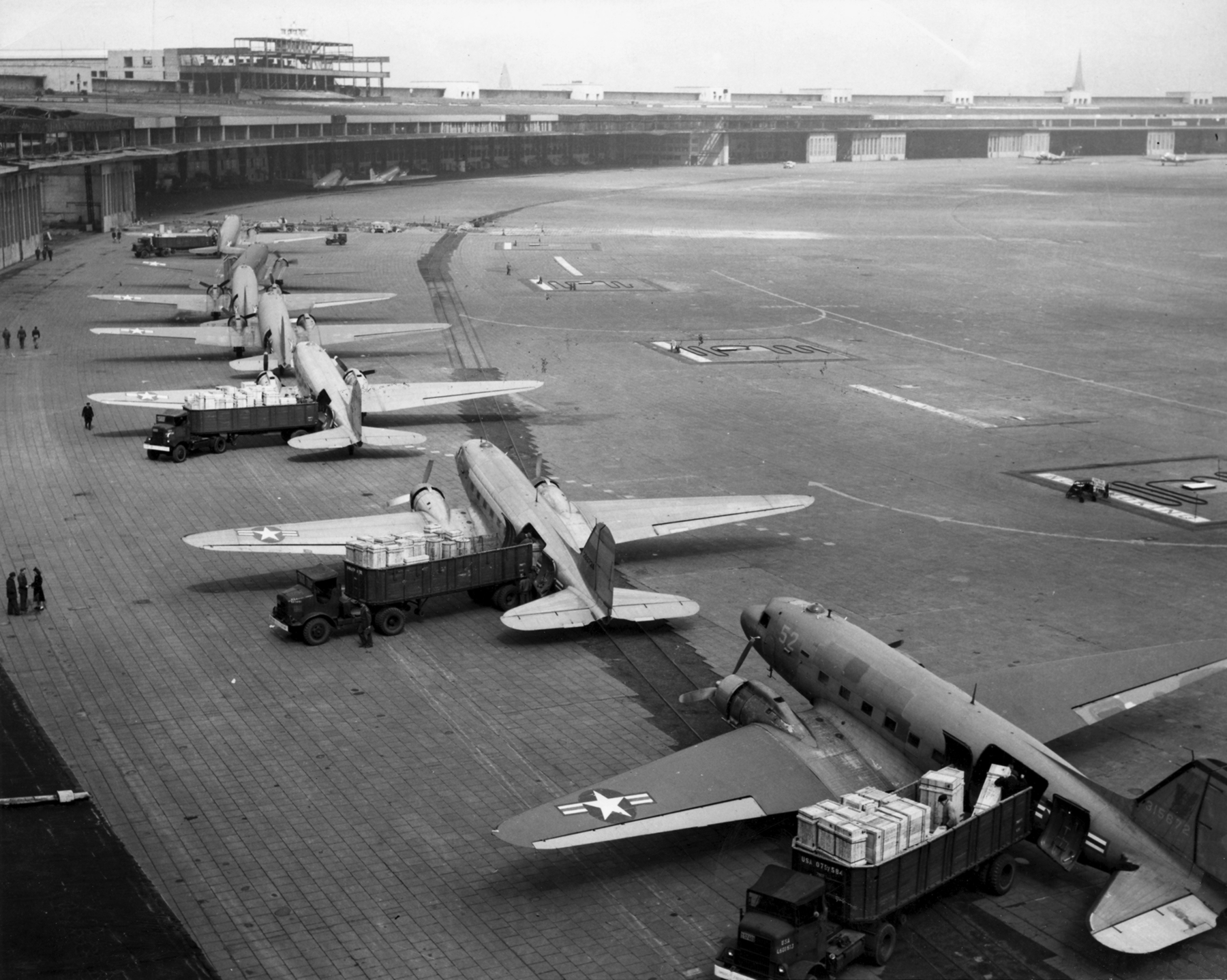
Rząd samolotów Douglas C-47 na lotnisku Berlin-Tempelhof

Wraz z upływem czasu od zakończenia II wojny światowej stosunki między Związkiem Radzieckim a zachodnimi aliantami pogarszały się, co znajdowało odzwierciedlenie w dyskusjach na temat przyszłości Niemiec. Bezpośrednią przyczyną kryzysu była reforma walutowa, przeprowadzona bez uzgodnienia z ZSRR przez zachodnich aliantów w ich strefach okupacyjnych (ZSRR, zgodnie ze swą polityką utrzymywania Niemiec w osłabieniu, drukował takie ilości reichsmarek, że zaczęto zamiast nich używać papierosów, jako środka transakcji barterowych) – 20 czerwca 1948 reichsmarka została zastąpiona przez markę niemiecką.
Związek Radziecki obawiał się, że straci gospodarczą kontrolę nad swoją częścią Niemiec i w nocy z 23 na 24 czerwca okupacyjne władze strefy radzieckiej zarządziły blokadę zachodnich sektorów Berlina oraz odcięły dostawy energii elektrycznej. Lądowe szlaki komunikacyjne wiodące przez radziecką strefę okupacyjną (amerykańskie, brytyjskie i francuskie sektory Berlina stanowiły enklawę na terytorium kontrolowanym przez Sowietów) zostały zablokowane, w odpowiedzi na co mocarstwa zachodnie (USA i Wielka Brytania) rozpoczęły tworzenie mostu powietrznego. Amerykanie swoje działania określili mianem operacji Vittles, Brytyjczycy – operacją Plainfare. Początki mostu powietrznego, na małą skalę, dla własnych potrzeb, Amerykanie wdrożyli już 1 kwietnia 1948, a po nich Brytyjczycy. Natychmiast po wprowadzeniu pełnej blokady, alianci zachodni rozpoczęli niemającą do tej pory precedensu akcję zaopatrywania całego miasta mostem powietrznym.
Blokada trwała niemal 11 miesięcy i zakończyła się zwycięstwem mocarstw zachodnich, głównie Stanów Zjednoczonych. Lotnictwo tych państw było w stanie dostarczać zaopatrzenie (węgiel, żywność) mieszkańcom zachodniej części Berlina w wystarczającej ilości. Władze radzieckie, wobec fiaska prowadzonej polityki, na początku maja 1949 podjęły decyzję o zniesieniu blokady (wpływ na tę decyzję miało też utworzenie NATO, co było demonstracją siły państw zachodnich). Zakończyła się ona 12 maja, choć loty w ramach mostu powietrznego odbywały się jeszcze przez kilka miesięcy.
Łącznie w czasie trwania blokady w ramach mostu powietrznego odbyło się 278 228 lotów, w których przewieziono 2 326 406 ton zaopatrzenia (w tym 1 421 119 ton węgla), a w wypadkach lotniczych zginęło 31 pilotów amerykańskich i 41 brytyjskich. W tym brytyjski RAF dostarczył 394 509 ton zaopatrzenia w 65 857 lotach. Po stronie brytyjskiej brało udział także 25 przewoźników cywilnych, których samoloty były czarterowane. Początkowo ciężar spoczywał głównie na standardowych dwusilnikowych samolotach transportowych Douglas C-47 Skytrain (Dakota) z czasów wojny, stopniowo uzupełnianych i zastępowanych przez cięższe typy, jak Douglas C-54 Skymaster i Avro York. Po stronie brytyjskiej używano nawet łodzi latających Short Sunderland.
Na początku jesieni dostawy wynosiły 5620 ton dziennie, a rekordowego 16 kwietnia 1949 (przed niedzielą wielkanocną) dostarczono 13 tys. t ładunków przy 1400 lotach.
Blokada Berlina, zwana także pierwszym kryzysem berlińskim, przyspieszyła proces podziału Niemiec na dwa państwa. Nastąpiło także rozdzielenie władz Berlina. W czerwcu 1948 miała miejsce narada w Londynie, podczas której państwa zachodnie odrzuciły propozycję ZSRR, zmierzającą do utworzenia jednego rządu ogólnoniemieckiego. Stało się jasne, iż Niemcy zostaną podzielone na dwa odrębne państwa, które dostaną się w różne strefy wpływów. Doszło więc do utworzenia dwóch państw niemieckich: Republiki Federalnej Niemiec (23 maja 1949 weszła w życie nowa konstytucja) i Niemieckiej Republiki Demokratycznej (7 października 1949) oraz enklawy Berlina Zachodniego.